# Hedwig (Schiff, 1903)
Hedwig ist der Name eines ehemaligen Dampfschleppers, dessen Wrack seit sechs Jahrzehnten (Stand: April 2022) an derselben Stelle liegt und mittlerweile als Lost Place bekannt ist.

## Geschichte
Das Wrack liegt seit 1962 in einem ehemaligen Spreearm, der durch ein Wehr abgesperrt wurde, sodass das Fahrzeug auf dem Wasserweg nicht mehr von seinem Liegeplatz entfernt werden kann. Ab 1984 ist das Wrack als „herrenlos“ eingestuft.
Im Oder-Spree-Kanal lagen nach dem Zweiten Weltkrieg 188 versenkte Schiffe, die aber alle entfernt wurden. Die Hedwig ist das einzige größere Schiffswrack in weitem Umkreis.
Über die Herkunft des Schiffes sind zwei unterschiedliche Versionen im Umlauf. Nach der einen handelt es sich um den Bau Nr. 35 der Gebr. Wiemann, nach der anderen wurde der Schlepper schon 1894 von Leopold Zobel in Bromberg gebaut.
Letztere These vertritt der Langewahler Ortschronist Gert Hentze. Seiner Ansicht nach wurde die Hedwig bei Zobel für das Ehepaar Hedwig und Robert Schneider in Streitberg gebaut und zunächst nach dessen Sohn Walter benannt. Dieser habe auf dem Schlepper, der von Robert Schneider gefahren worden sei, als Maschinist gearbeitet. Walter sei relativ früh verstorben und das Schiff anschließend nach Robert Schneiders Frau auf den Namen Hedwig umgetauft worden. Später sei das Schiff in den Besitz des anderen Sohnes der Schneiders, Georg, übergegangen. Georg Schneider, Jahrgang 1904, sei 1962 im Maschinenraum des Schiffes an einem Herzinfarkt gestorben. Hedwig Schneider, die damals noch gelebt habe, habe daraufhin das Schiff in dem Spreearm bei Streitberg festgemacht und es sei in den nachfolgenden Jahrzehnten nicht wieder bewegt worden.
Die Theorie, die Hedwig sei ein alter Wiemann-Bau, findet sich unter anderem in Gordon Starckens Buch Schifffahrt über den Berg. Starcken beruft sich, was seine Angaben über das Schiff betrifft, ausschließlich auf Uwe Gieslers Schiffsdatenbank. Laut Giesler wurde das Schiff 1903 unter der Baunummer 35 bei den Gebrüdern Wiemann für Andreas Bittkow aus Dorotheenhof gebaut und bekam zunächst den Namen Walter. Das Schiff sei 22,78 Meter lang und 4,65 Meter breit gewesen und habe einen Tiefgang von 1,48 Metern gehabt. Für den Antrieb habe eine Dampfmaschine mit 140 PS gesorgt. Ab 1913 sei das Schiff in Woltersdorf beheimatet gewesen und für August Krankow gefahren. Während des Ersten Weltkrieges sei es 1916 von der Einkaufsgesellschaft Berlin eingezogen und unter dem Namen Warnow auf die Donau verlegt worden; dort habe es der „deutschen Schiffsgruppe Donau“ angehört und sei in Turnu-Severin in Rumänien beheimatet gewesen. Während seines Einsatzes als Kriegsschlepper sei es am 27. August 1916 von rumänischen Truppen versenkt worden, aber Anfang 1917 gehoben und im September 1918 zur Donau-Wachflotte verlegt worden. Für die Zeit zwischen dem Ende des Ersten und dem des Zweiten Weltkriegs kann Giesler keine Angaben über die Schicksale des Schiffes machen, abgesehen von der Nachricht, es sei nach dem Ende des Ersten Weltkrieges unter nicht mehr rekonstruierbaren Umständen nach Deutschland zurückgekommen. 1946, nunmehr als Hedwig im Besitz Robert Schneiders in Streitberg, erhielt das Schiff laut Giesler die Kennung GDS 02409 und das Eichzeichen S.Fe 1973, 1947 bekam es die Nationale Schiffskennung 1-081. Für 1957 verzeichnet Giesler die neue Kennung D 2-635 und den Besitzereintrag „H. Schneider“.
Für die Zeit ab 1962 stimmen die Angaben Gieslers mit denen Hentzes überein: Das Schiff sei seit 1962 außer Fahrt in dem ehemaligen Altarm der Spree abgestellt, der seit Mitte der 1960er-Jahre durch ein Wehr abgesperrt sei. 
Die Angaben im Historischen Marinearchiv zur Hedwig decken sich weitgehend mit denen Gieslers; dort wird allerdings für das Schiff eine Länge von 22,5 Metern und eine Breite von 4,3 Metern bei einem Tiefgang von 1,45 Metern angegeben. Das Schiff sei von einer zweizylindrigen Zweifach-Expansionsdampfmaschine mit 140 PS angetrieben worden, die auf eine Schraube gewirkt hätten.